# Ptychopariina
Sous-ordre
Super-familles de rang inférieur
- † Ellipsocephaloidea
- † Ptychoparioidea
- † Incertae sedis

Les Ptychopariina forment un sous-ordre fossile de trilobites de l'ordre des Ptychopariida.